# Bataille de Sark
La bataille de Sark opposa le royaume d'Angleterre et le royaume d'Écosse le 23 octobre 1448. 
Cette importante bataille se solde par la victoire décisive du royaume d'Écosse face au royaume d'Angleterre. Elle place l'Écosse dans une position de force dans les années qui suivent, d'autant que l'Angleterre est affaiblie peu après par la Guerre des Deux-Roses.

## Causes
Après les Guerres d'indépendance de l'Écosse entre 1296 et 1357, l'Angleterre et l'Écosse continuèrent à s'affronter périodiquement lors de raids frontaliers. 
En 1448, les tensions s'escaladent. Lord Poynings, fils aîné d'Henry Percy, comte de Northumberland détruit Dunbar en mai tandis que le comte de Salisbury s'empare de Dumfries en juin.
En réaction, le comte de Douglas rassemble une petite force et, avec l'aide des comtes d'Angus et d'Orkney, détruit en représailles les villes anglaises d'Alnwick et de Warkworth.
Alarmé par la situation, le roi d'Angleterre Henri VI autorise Northumberland et Poynings à répliquer.

## La bataille
En octobre 1448, Northumberland franchit la frontière et établit son armée dans le Solway Firth. Ce choix était mauvais car l'armée anglaise se trouvait entre les rivières Sark et Kirtle.
Le chef de l'armée écossaise, Hugh Douglas, rassembla en hâte 4 000 hommes depuis l'Annandale et le Nithsdale et rencontra l'armée de Northumberland le 23 octobre.
Northumberland divisa son armée en trois. L'aile gauche était commandée par Magnus Reidman, un vétérans de la Guerre de Cent Ans. L'aile droite, composée essentiellement de Gallois, était dirigée par John Pennington. Le centre était dirigé par Northumberland lui-même.
Douglas répliqua en opposant à chaque corps d'armée un bataillon. À Reidman, il opposa William Wallace de Cragie. À Pennington, il opposa Lord Maxwell, chevalier de Caerlaverock et Johnston de Laird de Johnston. Douglas s'établit face à Northumberland.
Au début de l'engagement, les Anglais assaillirent leurs ennemis à l'aide des flèches de leurs redoutables longbows. Après avoir longtemps hésité, les Écossais se décidèrent à avancer, encouragés par Wallace. À l'aide de leurs haches et hallebardes, ils réussissent à enfoncer les lignes anglaises. Reidman est tué dans la mêlée. De nombreux Anglais tombèrent dans la marée et se noyèrent. Salisbury perd dans la bataille 2 000 chevaux.
Les Écossais firent de nombreux prisonniers dont Pennington et Poynings, qui fut capturé alors qu'il aidait Northumberland à s'enfuir.

## Conséquences
La bataille crée de grandes divergences au sein de l'état-major anglais. Salisbury est ainsi exclu des négociations tandis que Northumberland est jugé responsable de la défaite. La querelle entre Northumberland et Salisbury, limitée jusque-là par le roi, va s'aggraver et être une des causes, additionnée à la défaite de Castillon en 1453, à la Guerre des Deux-Roses. Les Anglais, trop affaiblis, n'interviennent plus en Écosse jusqu'à l'avènement d'Édouard IV en 1461, qui arrive à mettre fin aux raids écossais.
De leur côté, les Douglas, auréolés de leur succès, s'affirment comme les principaux membres de l'aristocratie écossaise avant que le roi Jacques II, inquiet de leur puissance, ne fasse assassiner William Douglas en 1452 et défasse les autres Douglas à la bataille d'Arkinholm en 1455. Hugh Douglas sera capturé et exécuté à l'issue de cette bataille.